# Bahnhof Lille-Flandres

Der Bahnhof Lille-Flandres (französisch Gare de Lille-Flandres) ist ein Kopfbahnhof der SNCF in der nordfranzösischen Stadt Lille.

## Gebäude
Der Bahnhof wurde für die Bahngesellschaft CF du Nord von den Architekten Léonce Reynaud und Sydney Dunnett erbaut. Der Bau begann 1869 und wurde erst 1892 beendet. Die Fassade des Empfangsgebäudes integriert die dorthin translozierte Front des ehemaligen Pariser Belgischen Bahnhofs, des Vorgängerbahnhofs des dortigen Gare du Nord, ergänzt um ein zusätzliches Stockwerk und einen Uhrturm.
Der Bahnhof weist siebzehn Bahnsteiggleise an neun Bahnsteigen auf. Acht der Gleise enden unter der 65,36 m breiten und 160 m langen Bahnhofshalle. Mit ihrer Firsthöhe von 27,15 m ist sie die größte in Frankreich errichtete derartige Halle.

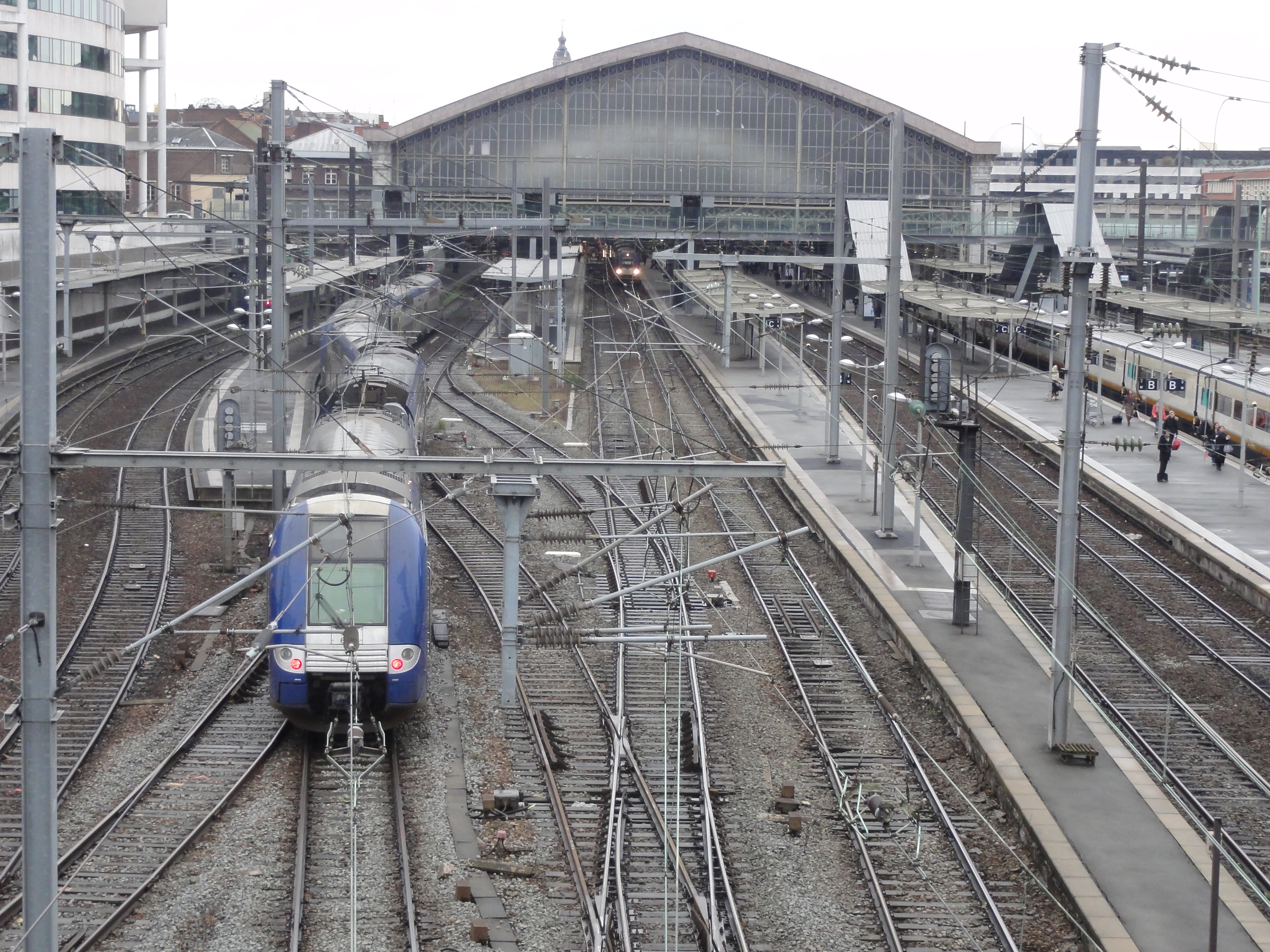
Bahnhofshalle und Außenbahnsteige
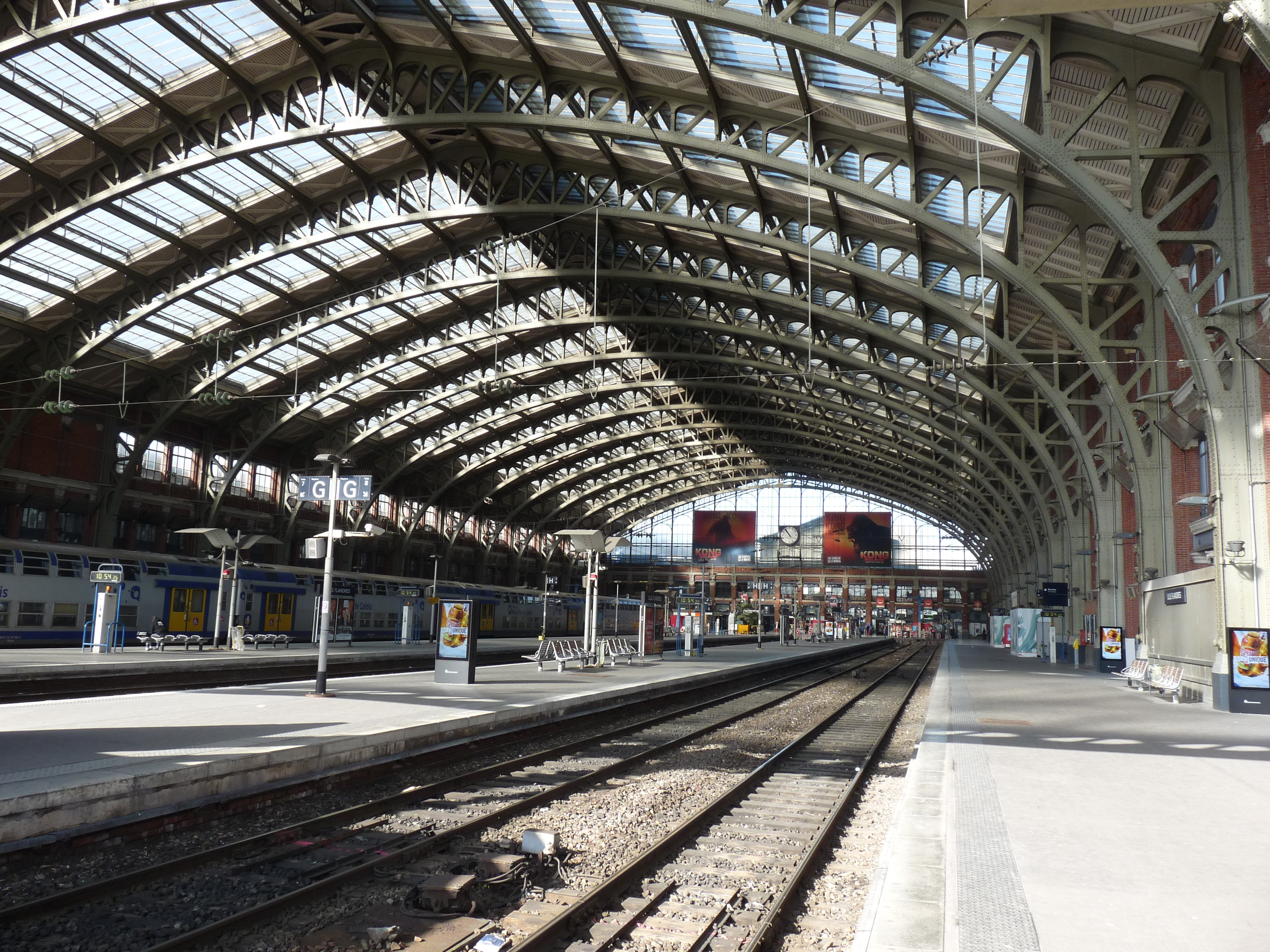
Bahnhofshalle

## Verkehrsbedeutung
Lille-Flandres ist der Hauptbahnhof von Lille, jedoch hat er einen Teil seiner Bedeutung im Jahre 1993 an den wenige hundert Meter östlich gelegenen, neu errichteten Durchgangsbahnhof Lille-Europe abgegeben, an dem jetzt durchgehende TGV- und Eurostar-Züge halten. 
In Lille-Flandres halten Intercité- und TER-Züge. Diese verbinden Lille unter anderem mit Antwerpen, Ostende, Lüttich und Tournai. Zudem enden hier TGV-Verbindungen aus Paris Nord. Am Bahnhof halten ferner die zwei Linien der Straßenbahn Lille, die Liller U-Bahn und eine Reihe von Buslinien.

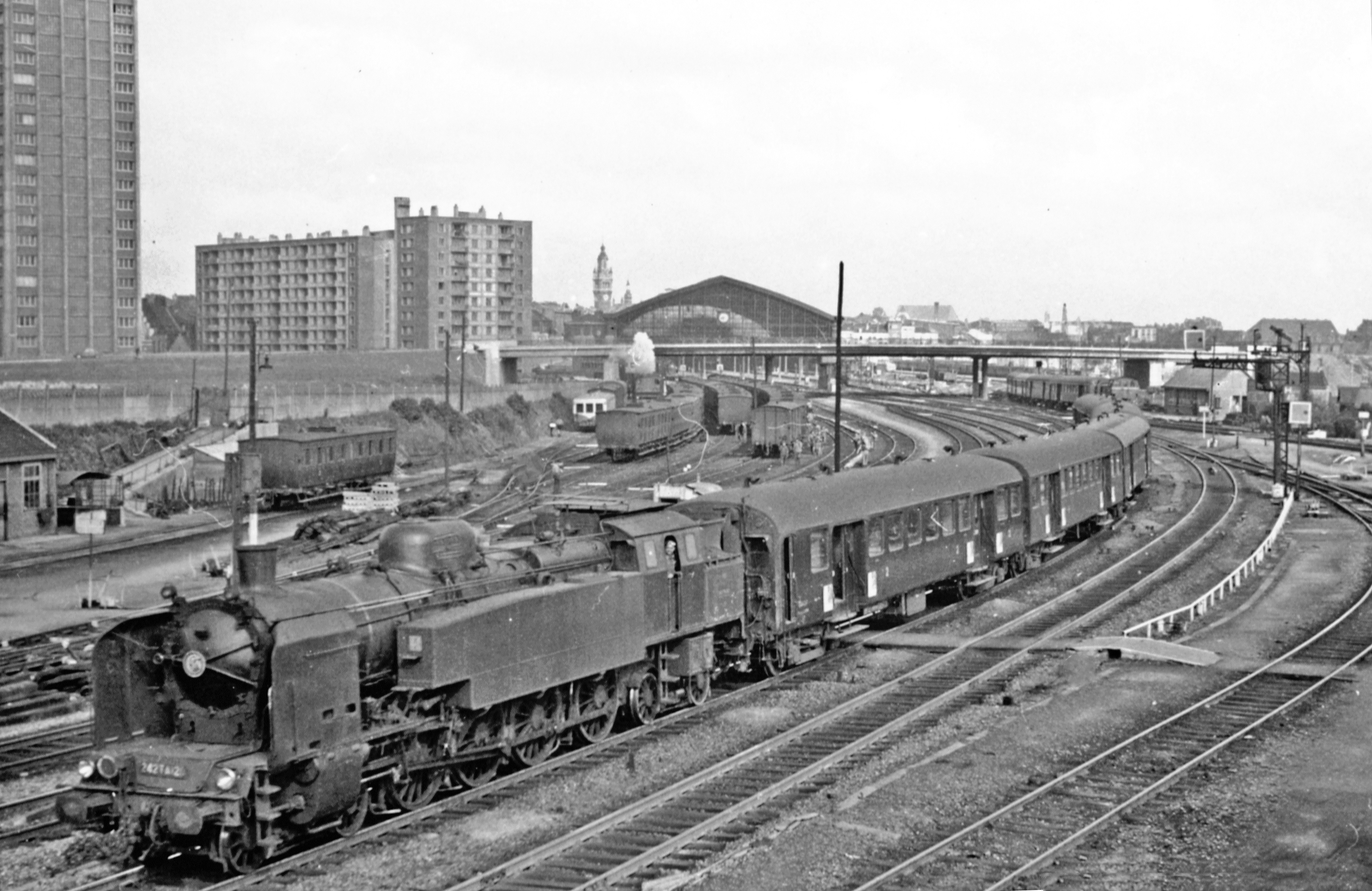
Personenzug mit Tenderlokomotive der Baureihe 242 TA der SNCF bei der Ausfahrt aus dem Bahnhof (1957)
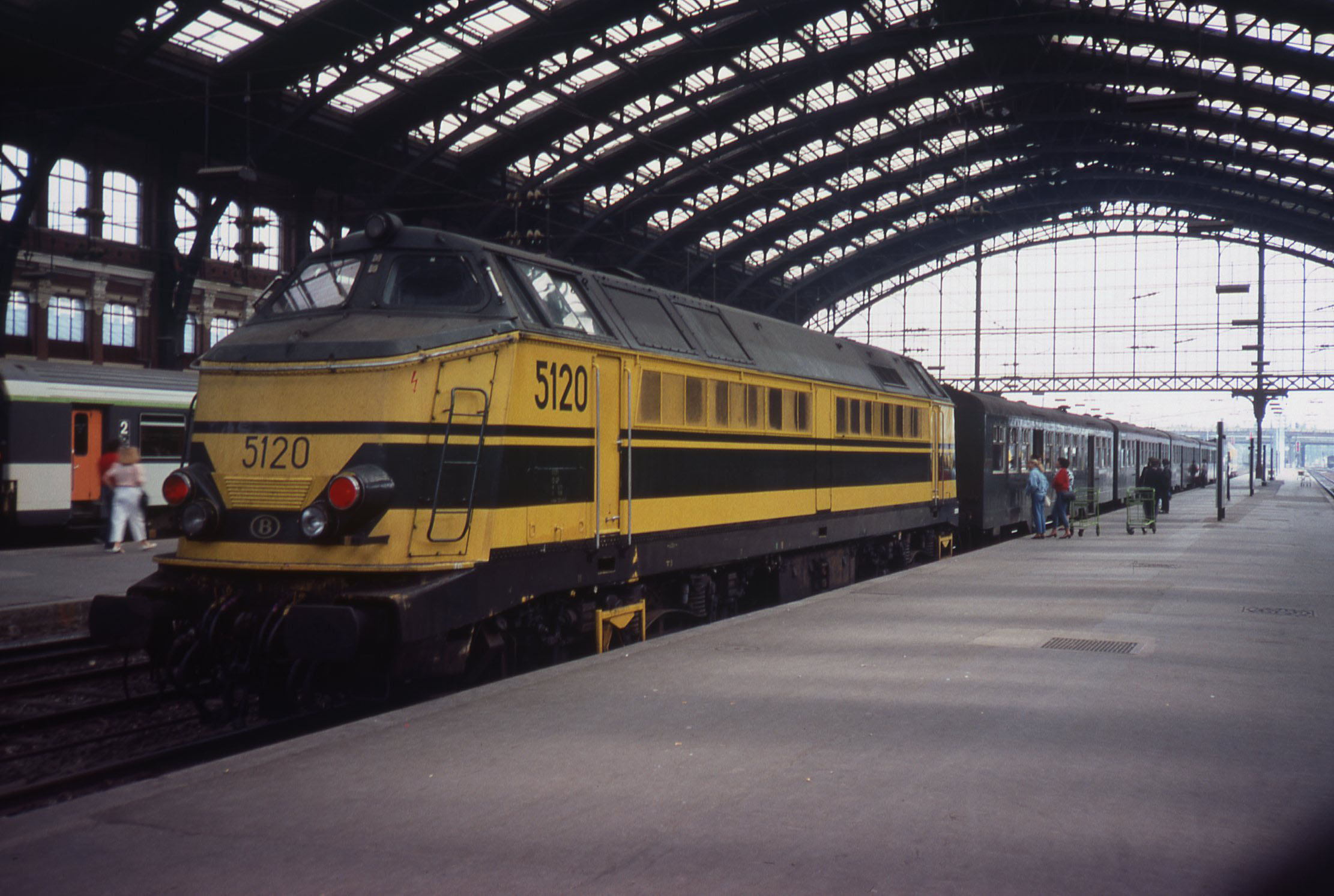
Dieselelektrische Lok der Baureihe 51 der Belgischen Staatsbahn NMBS/SNCB in der Halle (1985)
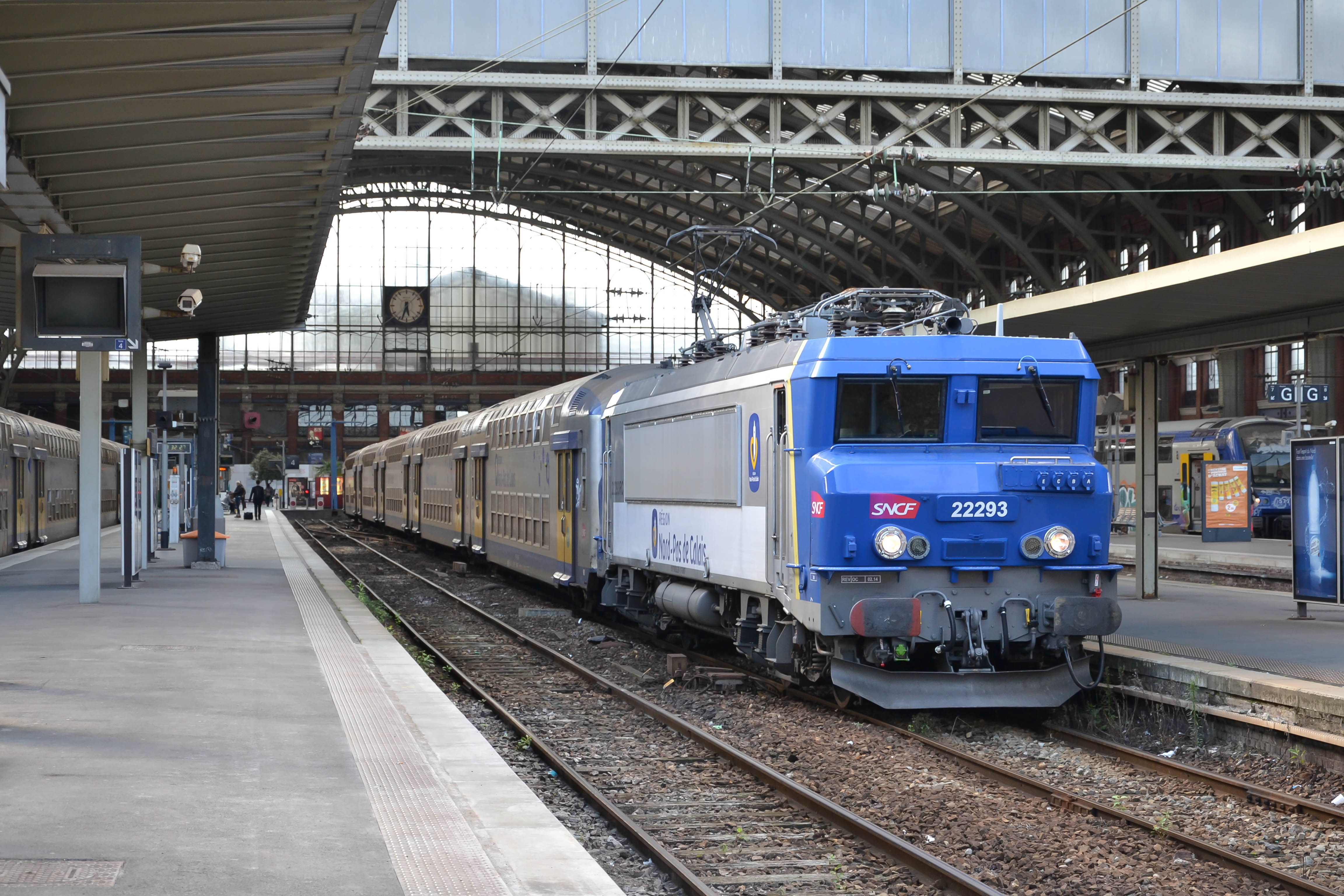
Zug des TER Nord-Pas-de-Calais mit Zweisystemlokomotive BB 22293 im Bahnhof Lille-Flandres (2014)